# Sarcinodes mongaku
Sarcinodes mongaku är en fjärilsart som beskrevs av Nobukatsu Marumo 1921. Sarcinodes mongaku ingår i släktet Sarcinodes och familjen mätare. Inga underarter finns listade.